# Опоки (Вологодская область)
Опо́ки — геологическое обнажение в Вологодской области, одноимённый порог и бывшая деревня.
Находятся на реке Сухоне, примерно в 70 км от Великого Устюга по дороге в Тотьму, на территории Опокского сельского поселения. Геологическое обнажение постановлением исполнительного комитета Вологодского областного Совета народных депутатов от 29 января 1963 года № 98 объявлено памятником природы. Площадь 12 га. В настоящее время подготовлены материалы о создании на основе памятника природы «Линзы — места предполагаемых палеонтологических находок» (Опоки) и геологического заказника «Стрельна», примыкающего к «Линзам…», комплексного (ландшафтного) заказника «Опоки».

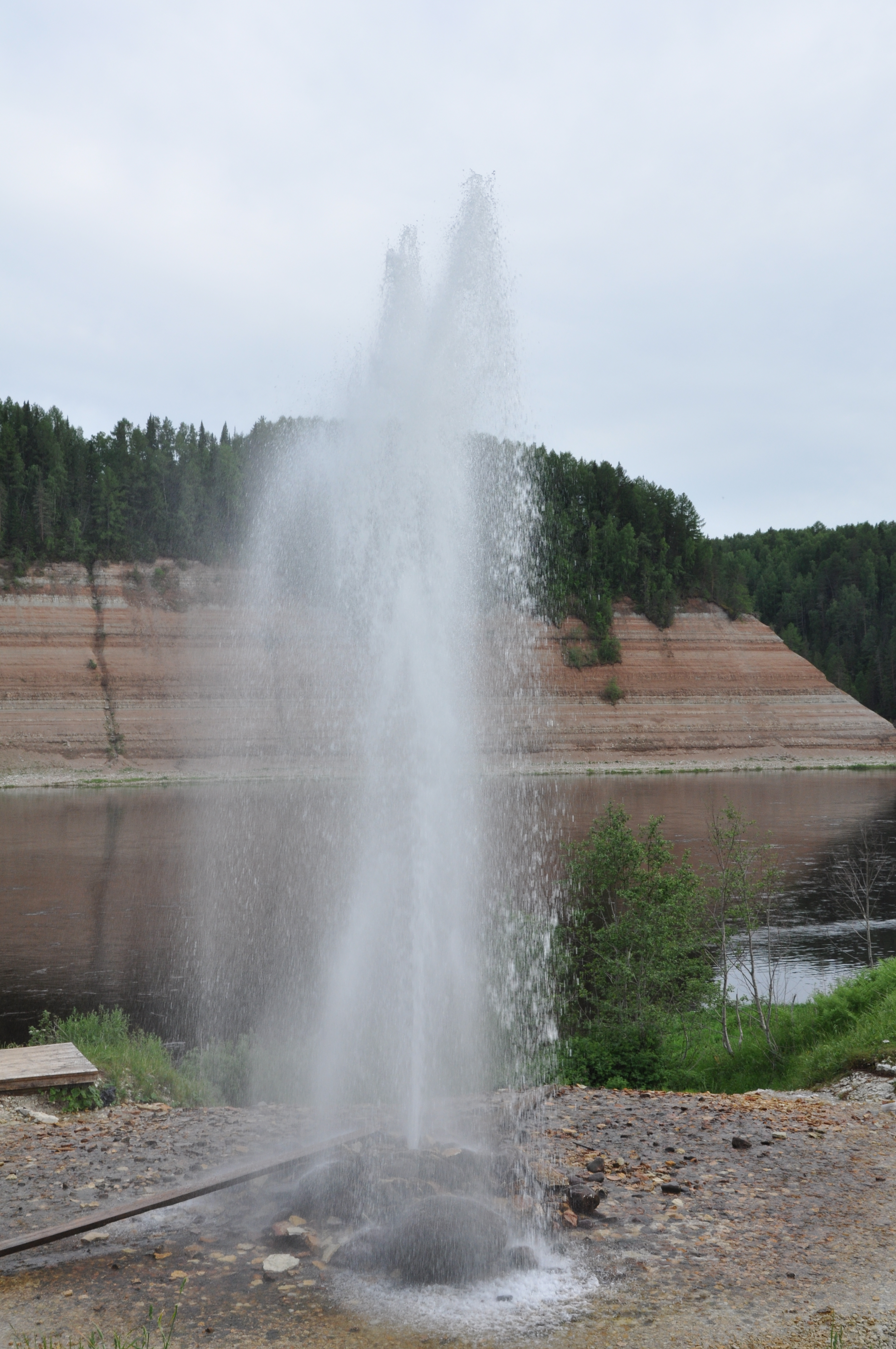
Фонтанирующая скважина

Геологическое обнажение Опоки расположено на левом берегу Сухоны, недалеко от деревни Порог, где на крутой излучине обнажаются породы верхней перми. В обрыве высотой около 60 метров и крутизной до 70 градусов переслаиваются мергели и глины различного цвета.
Начиная от уреза воды и выше по склону до бровки коренного берега между ранее существовавшей деревней Опоки и устьем реки Стрельны, в районе деревни Опоки расположен самый опасный на реке Сухоне порог с одноимённым названием — Опоки. Назван он так по выходу в русле известняков и мергелей северо-двинского горизонта верхней перми. Длина порога составляет 1,5 км, дно каменистое.
Примерно в одном километре ниже по течению, на левом берегу Сухоны рядом с деревней Братское фонтанирует самоизливающаяся скважина, пробурённая в 1941 году во время инженерно-геологических изысканий, глубина скважины 192,4 м. Дебит скважины — около 50 л/с. Вода слабосолоноватая с минерализацией 2,6 г/л.
В Опоках Сухона делает крутой поворот, образуя узкий и длинный мыс. На самом его острие в 1943—1947 годах была зона ГУЛАГа — «Опокстрой» с 1100 заключёнными. Строили судоходный шлюз: рубили ряжи, засыпали в них камни и землю, обивали железом. В апреле 1947 года его снесло при ледоходе. Сейчас здесь остатки плотины и шлюзовой камеры. На месте зоны ГУЛАГа — поклонный крест «Без вины страдавшим».